# 普吕韦
普吕韦（法語：Pluvet，法語發音：[plyvɛ]）是法国科多尔省的一个市镇，位于该省东部，属于第戎区。

## 地理
普吕韦（47°12'16"N, 5°15'52"E）面积6.51 平方千米，位于法国勃艮第-弗朗什-孔泰大區科多尔省，该省份为法国中东部省份，北起奥布省，西接涅夫勒省和约讷省，南至索恩-卢瓦尔省，东南接汝拉省，东临上索恩省，东北部与上马恩省接壤。
与普吕韦接壤的市镇（或旧市镇、城区）包括：苏瓦朗、下塔尔、特雷克兰、塔尔、隆若-普吕沃、科隆日和普勒米耶尔。
普吕韦的时区为UTC+01:00、UTC+02:00（夏令时）。

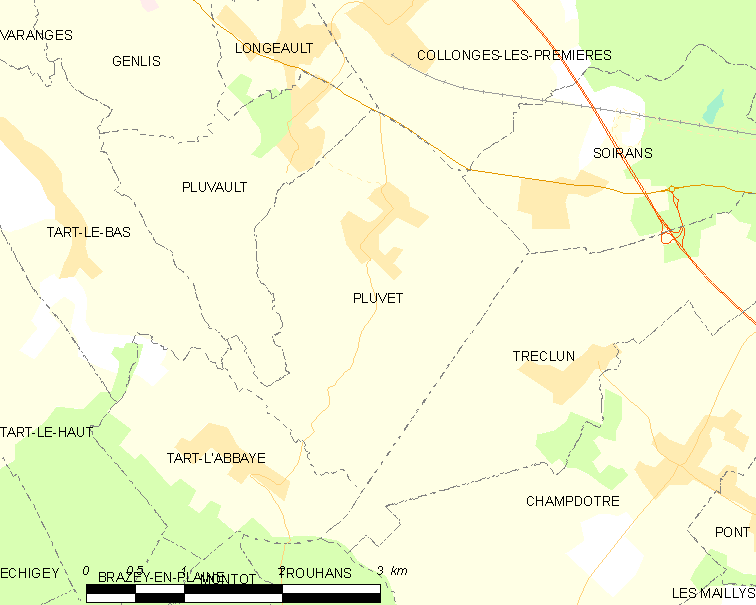
普吕韦的OSM定位图

## 行政
普吕韦的邮政编码为21110，INSEE市镇编码为21487。

## 政治
普吕韦所属的省级选区为让利斯县。

## 人口

1962-2008年间普吕韦人口变化图示

普吕韦于2022年1月1日时的人口数量为431人。